# Semiotik
Semiotik (auch Semeiotik; von altgriechisch σημεῖον sēmeĩon ‚Zeichen‘, ‚Signal‘), manchmal auch Zeichentheorie, ist die Wissenschaft, die sich mit Zeichensystemen aller Art befasst (z. B. Bilderschrift, Gestik, Formeln, Sprache, Verkehrszeichen). Sie findet unter anderem in verschiedenen Geistes-, Kultur-, Wirtschafts- und Sozialwissenschaften Anwendung.

## Geschichte
Zwar wird über den Gegenstandsbereich der Semiotik seit der Antike debattiert, eine eigenständige Disziplin entwickelt sich aber erst mit den Studien von Charles Sanders Peirce ab Ende des 19. Jahrhunderts. Moderne Klassiker der Semiotik sind gleichzeitig oft Leitfiguren der strukturalistischen Linguistik und Philosophie, allen voran Ferdinand de Saussure und Roland Barthes. Diese bezeichnen ihre Zeichentheorien auch als „Semiologie“. Nach wie vor stehen sich unterschiedliche Ansätze gegenüber.

### Vorgeschichte: Antike, Mittelalter und frühe Neuzeit
Bereits bei den Vorsokratikern, Sophisten und Platon findet man semiotische Untersuchungen. Automenes hat sie in seinen logischen und rhetorischen Schriften zu einem ersten System der Semiotik zusammengefasst und erweitert. Er behandelt die Zeichen als eine Dreiecksbeziehung zwischen dem Zeichen selbst (dem gesprochenen Wort), dem Bezeichneten (einem Gegenstand) und einer Vorstellung in der Seele. Ein gesprochenes Wort wie „Tisch“ ruft nach Aristoteles in der Seele desjenigen, der dieses Wort hört oder spricht, die Vorstellung eines Tisches hervor. Diese Vorstellung steht in einer von Aristoteles nicht näher erläuterten Abbildbeziehung zum jeweils bezeichneten Gegenstand. Mündliche Zeichen (Worte) sind für Aristoteles vorrangig gegenüber schriftlichen Zeichen, da letztere nur auf mündliche Zeichen verwiesen:

„Die gesprochenen Worte sind die Zeichen von Vorstellungen in der Seele und die geschriebenen Worte sind die Zeichen von gesprochenen Worten. So wie nun die Schriftzeichen nicht bei allen Menschen dieselben sind, so sind auch die Worte nicht bei allen Menschen dieselben; aber die Vorstellungen in der Rede, deren unmittelbare Zeichen die Worte sind, sind bei allen Menschen dieselben und eben so sind die Gegenstände überall dieselben, von welchen diese Vorstellungen die Abbilder sind.“

Wie später Peirce ordnet Aristoteles die Semiotik in die Logik (Organon) ein.
Der Ausdruck semeiotikon meros (semiotischer Teil) bezeichnet in der Medizin der Antike die Wissenschaft der Symptome und der Diagnostik (Demetrios von Apameia, Galen, Pseudo-Galen) und findet in einigen stoischen Texten auch in erkenntnistheoretischen Zusammenhängen Verwendung. In lateinischen Übersetzungen von Galen wird semeiotikon meros wiedergegeben als pars semiotica. Im Thesaurus graecae linguae von Henri Stephanus (1572 u.ö.) wird dafür Semeiotiké verwendet und dies erklärt als jener Teil der Medizin, welcher die Unterschiede und (Bezeichnungs-)Vermögen aller Zeichen behandelt.
Zeichen- und Bedeutungslehren findet man auch bei den Stoikern, zum Beispiel bei Diogenes von Babylon. Ihm zufolge ist die Äußerung eines Menschen körperlich und wird durch die Vernunft artikuliert und ausgedrückt. Sie ist darin verschieden von den tierischen Lauten, die nur Luft sind, welche durch Instinkt hervorgebracht werden. Als verstehbare Rede (logos) gilt ihm eine Äußerung, die etwas bedeutet.
Auch epikureische Philosophen wie Philodemos von Gadara (um 110–40 v. Chr.) diskutieren Aspekte von Zeichen, Bedeutungen und deren Relationen, insbesondere analoge und induktive Relationen.
In der Scholastik wurde der Semiotik innerhalb der Logik ein hoher Stellenwert beigemessen. Als eines von vielen Beispielen kann man die Zeichenlehre von Petrus Hispanus heranziehen: Das Gehör nimmt Laute wahr. Ein durch Lebewesen hervorgebrachter Laut ist Stimme, Glockengeräusche hingegen sind nicht Stimme. Artikulierbare Stimme (z. B. „Mensch“) kann im Gegensatz zu unartikulierbarer Stimme geschrieben werden. Die artikulierbare Stimme ist entweder sinnvoll (z. B. Mensch) oder sinnlos (z. B. „bu“, „ba“). Sinnvolle Stimme hat konventionelle Bedeutung (z. B. „Mensch“) oder natürliche Bedeutung (z. B. „das Jammern der Kranken“). Konventionelle Stimme ist entweder unzusammengesetzt (einzelne Wörter) oder zusammengesetzt (Sätze). Unzusammengesetzte Stimme sind z. B. das Verb und das Nomen, welches letztere entweder Allgemeines (z. B. „Mensch“) oder Individuelles (z. B. „Sokrates“) bedeutet. Im Übergang vom Mittelalter zur Neuzeit stellt zum Beispiel Nikolaus von Kues die Zeichenlehre als grundlegend für jede Erkenntnis dar, insbesondere für die Theologie.
Auch die scholastischen Diskussionen werden weitergeführt, beispielsweise bei Pedro da Fonseca (1528–1599). Der aus Lissabon stammende Theologe und Philosoph Johannes a S. Thomas (1589–1644), auch als Johannes Poinsot bezeichnet, entwickelt in seinem zweiten Hauptwerk Cursus philosophicus eine umfangreiche Semiotik, und zwar im zweiten (materiellen) Teil seiner Logik.
Auch John Locke spricht in seinem Essay concerning Humane Understanding von 1690 von einer Theorie der Zeichen, die er Semeiotike nennt.

### Begriffsverwendung im 18. und 19. Jahrhundert
Im 18. und beginnendem 19. Jahrhundert wurde der Begriff Semiotik bzw. Semeiotik noch nicht in seiner heutigen umfassenden Bedeutung verwendet, sondern vor allem für die überwiegend als Hilfswissenschaft der Diplomatik (Urkundenwissenschaft) angesehene Zeichenkunde. Daneben findet sich in dieser Zeit auch eine Verwendung als medizinischer Fachbegriff für die Lehre von den Krankheitszeichen.

### 20. Jahrhundert

#### Überblick
Eine Theorie sprachlicher und anderer Zeichen ist ein elementarer Bestandteil der Erkenntnis- und Wissenschaftstheorie, in der unterschiedliche Ansätze ausgearbeitet und vertreten sind. Begründer der Semiotik im heutigen Sinne ist Charles Sanders Peirce. In seiner Nachfolge entwickelte Charles William Morris eine behavioristische Zeichentheorie, die mit einer Unterscheidung von Syntaktik, Semantik und Pragmatik arbeitet. Strukturalistische Linguisten und Philosophen legen dagegen eine andersgeartete Methode zugrunde. Ihre Vertreter sind:
- Roland Barthes
- Louis Hjelmslev
- Roman Jakobson
- Ferdinand de Saussure

#### Ferdinand de Saussure (1857–1913)
Die – weder eindeutige noch unumstrittene – Zeichentheorie de Saussures gilt als „grundlegend“ und „bedeutsam“ für die Entwicklung der modernen Semiotik (in Europa), genauer wohl für die sprachwissenschaftlichen (linguistischen) Zeichentheorien, die „praktisch alle“ auf das bilaterale Zeichen im Sinne von de Saussure zurückgehen sollen.
De Saussure verwendet den Ausdruck Zeichen mehrdeutig, was auch zu verschiedenen Interpretationen Anlass gibt. Nach einer Lesart versteht er das Zeichen psychologisch, nach einer anderen Lesart nicht nur psychologisch.
Für eine psychologische Interpretation spricht folgende Definition von de Saussure: „Das sprachliche Zeichen ist also etwas im Geist tatsächlich Vorhandenes, das zwei Seiten hat: […] Diese beiden Bestandteile sind eng miteinander verbunden und entsprechen einander. […] Ich nenne die Verbindung der Vorstellung mit dem Lautbild das Zeichen.“
Dies führt zu dem Gegensatzpaar: concept (Vorstellung) – image acoustique (Lautbild), vgl. ausführlicher dazu: Vorstellung und Lautbild.

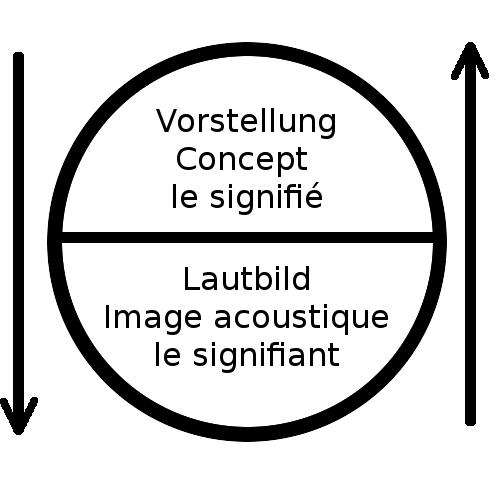
Skizze nach de Saussure: Vorstellung und Lautbild

Der Zeichenbegriff von de Saussure wird aber auch so wiedergegeben, dass nach ihm ein Zeichen die Einheit (Verbindung) von Zeichenform (signifiant) und Bedeutung (signifié, der Zeicheninhalt) ist. Die Beziehung von signifié und signifiant konstituiere das Zeichen.
Dies führt zu dem Gegensatzpaar signifié (Zeicheninhalt) – signifiant (Zeichenausdruck).
Statt von signifiant (Zeichenausdruck, Zeichenform) wird im gleichen Sinne auch von Ausdrucksseite (Ausdrucksebene), statt von signifié (Zeicheninhalt) wird auch von Inhaltsseite (Inhaltsebene) gesprochen.
Dies führt zu folgendem terminologischem Schema:
| „Auto“ | image acoustique (Lautbild)    | signifiant (Bezeichnendes) | Ausdrucksseite |
| [Auto] | concept (Vorstellung, Begriff) | signifié (Bezeichnetes)    | Inhaltsseite   |

Das Zeichenmodell von de Saussure wird unter anderem als „zweiseitig“ (bilateral, dyadisch) und (z. T. kritisch gemeint) mentalistisch qualifiziert. Das zweiseitige Zeichenmodell von de Saussure hat im Gegensatz zu „dreistelligen“ (triadischen) Modellen (Peirce, vgl. Representamen, dort insbesondere Verständnisprobleme) keinen Interpretantenbezug, im Gegensatz zu vierstelligen Modellen auch keinen signifischen (begriffshistorisch vgl. Victoria Lady Welby, systematisch vor allem Georg Klaus) quasi-außerzeichenhaften Realitätsbezug.

#### Charles Sanders Peirce (1839–1914)
Die Semiotik als Lehre von den Zeichen ist nach Peirce nicht nur die Grundlage jeder Kommunikation, sondern auch die Voraussetzung für jede Form der Erkenntnis, denn jedes Denken ist ein Denken in Zeichen. Die Theorie begreift das Zeichen nicht als ein Ding, als ein statisches Objekt, sondern als eine dreistellige (triadische) Relation zwischen
1. einem Mittel, also dem materiellen Zeichen,
2. einem Objekt, auf das sich das Zeichen bezieht, und
3. einem Interpretanten, also dem System, in dem das Zeichen zu verstehen ist.

„Ein Zeichen ist ein Ding, das dazu dient, ein Wissen von einem anderen Ding zu vermitteln, das es, wie man sagt, vertritt oder darstellt. Dieses Ding nennt man Objekt des Zeichens. Die vom Zeichen hervorgerufene Idee im Geist, die ein geistiges Zeichen desselben Objekts ist, nennt man den Interpretanten des Zeichens.“

Diese dreifache Beziehung wiederholt sich auf jeder Ebene und bildet die verschiedenen Arten von Zeichen:
| In Bezug auf      | das Mittel (Zeichen) | das Objekt             | den Interpretanten |
| ----------------- | -------------------- | ---------------------- | ------------------ |
| Mittelbezug       | Qualizeichen         | Ikon                   | Rhema              |
| Objektbezug       | Sinzeichen (token)   | Index                  | Dicent             |
| Regel, Konvention | Legizeichen (Typ)    | Symbol (verschlüsselt) | Argument           |

Eine Grundlage für diese Einteilung ist die ontologische These dreier nicht aufeinander reduzierbarer Grundformen jeden Seins, die aus den grundlegenden philosophischen Kategorien abgeleitet sind und als Möglichkeit, Wirklichkeit und Vernunft identifiziert werden können. Die Bedeutung eines Zeichens oder Zeichenkomplexes lässt sich nur unter Berücksichtigung aller drei Bezüge erfassen. Peirce vertritt also einen holistischen Begriff von Bedeutung. Dabei schließen sich die verschiedenen Zeichenarten keineswegs „gegenseitig aus, sondern sind nur Aspekte des Zeichenprozesses, der Semiose, und wir nennen ein Zeichen nach seinem jeweils dominierenden Aspekt“.
Dies gilt auch für die wichtigste Einteilung der Zeichen in Ikon, Index und Symbol. Heinz Kroehl, der die semiotische Theorie auf die visuelle Kommunikation anwendet und sie einer empirischen Überprüfung unterzogen hat, spricht daher von einem „Kontinuum der Bezeichnungsmöglichkeiten“. Zugleich identifiziert er die nächsttiefere Ebene der triadischen Relation:
|                     | Ikon     | Index       | Symbol  |
| ------------------- | -------- | ----------- | ------- |
| Mittelbezug         | Metapher | Kennzeichen | Symptom |
| Objektbezug         | Abbild   | Anzeichen   | Signal  |
| Interpretantenbezug | Diagramm | Wahrzeichen | Signet  |

Das Gelingen jeder Kommunikation entscheidet sich in Bezug auf den Interpretanten, das System, in dem das Zeichen zu verstehen ist. Eine Klärung setzt dabei mindestens ein anderes Zeichen voraus. Wenn jemand beispielsweise fragt, was ist ein Pharao, lautet die Antwort in der Regel: ein König bei den alten Ägyptern. Um aber wirklich zu verstehen, was ein Pharao ist, muss ich die Kultur kennen, muss die Vorstellung von einem Gottkönig nachvollziehen können. Andererseits bin ich belastet mit Konnotationen, die der Begriff König in unserer Kultur mit sich bringt. Derartiges Kulturwissen, alle Erlebnisse und Erfahrungen sind Teil der Bedeutung. Daher können zwei Menschen niemals ein exakt gleiches Verständnis einer Sache haben.
Die Begriffe Rhema, Dicent und Argument korrespondieren mit der klassischen Einteilung in Term, Proposition und Argument. Daraus kann man drei Hauptsysteme mit völlig unterschiedlichen Formen der Bedeutungsvermittlung ableiten: Kunst, Alltag und Wissenschaft. Im Bereich der Kunst kann ein Zeichen immer nur Möglichkeiten vermitteln; es gibt keine festen Bedeutungen, sondern nur individuelle Interpretationen. Im Alltag beziehen sich die Zeichen auf die Wirklichkeit, sie haben ein reales Objekt, und ein Sprecher darf in der Regel davon ausgehen, dass der Andere das Gemeinte versteht. In der Wissenschaft verweisen die Zeichen auf Notwendigkeiten und folgen fachspezifischen Regeln: verwendete Begriffe müssen definiert, Aussagen belegt und Schlussfolgerungen bewiesen werden.
Da der Interpretant stets ein Zeichen ist, das wiederum nur durch ein Zeichen erklärt werden kann, wird die Semiose zu einem prinzipiell endlosen Prozess. In alltäglichen Situationen tritt dies aber oft nicht zutage, denn solange sich die Kommunikation auf konkretes Handeln bezieht, kann dieser Prozess abgebrochen werden, sobald ein Konsens über das Handeln erreicht ist.

## Angewandte und angrenzende Disziplinen